# Никто, кроме тебя
Никто, кроме тебя (исп. Tú o Nadie, дословно — «Ты или никто») — мексиканский телесериал 1985 года. Один из первых сериалов, показанных в России, премьера которого состоялась 1 июля 1992 года на телеканале «МТК». Со 2 сентября по 16 декабря 1992 года телесериал транслировался на «Пятом канале» по средам и четвергам, причём первые несколько серий шли под названием «Ты, только ты».
В 2021 году в Мексике был создан одноимённый телесериал, который схож только названием, по сути это два разных телесериала.

## Сюжет
Антонио Ломбардо — миллионер и жгучий красавец, владелец крупной строительной компании в городе Акапулько, попадает в авиакатастрофу и чудом остаётся в живых. Вернувшись домой, он узнает, что буквально накануне аварии женился на женщине, которую единственную из всей семьи не может вспомнить — её зовут Ракель, ей 20 лет, она из простой семьи, и при этом невероятная красавица.
Вскоре выясняется, что аварию подстроил Максимилиано Альбенис, сводный брат Антонио. Когда-то Альберто Ломбардо (отец Антонио), строительный магнат, женился на красивой вдове, матери Макса, и воспитал её ребёнка как родного сына. Однако по завещанию отчима Макс не получил никаких существенных денег, и за это ненавидит Антонио.
За день до катастрофы в Гвадалахаре именно Макс вступил в брак с Ракель по поддельным документам под именем Антонио Ломбардо. С Ракель же он познакомился незадолго до всех этих событий, очаровал и не посвятил влюблённую девушку в свой план. Макс предполагал, что честная Ракель должна предстать перед семьёй Антонио по-настоящему потрясённой и раздавленной смертью любимого. В дальнейшем же Макс рассчитывал открыться Ракель, представить покойного Антонио монстром и негодяем, уговорить и даже запугать девушку, чтобы та не выдала Макса: из любви и из страха оказаться соучастницей. А спустя приличное время сеньор Альбенис должен официально жениться на вдове Ломбардо и помочь ей управлять её огромным наследством.
Изначально все шло по плану Макса: было объявлено о гибели Антонио, испуганную Ракель привезли в роскошный особняк, где Максу удалось уговорить Ракель, её отца и сестру молчать и остаться в доме Антонио.
Однако возвращение хозяина спутало карты Макса и повергло в смятение Ракель: одно дело — выдавать себя за вдову, другое — врать в глаза живому человеку…
Антонио очень быстро начинает понимать, что вся история с его «выпавшей из памяти» женитьбой — ложь, но с целью разобраться в паутине обмана и вывести на чистую воду Макса, чью руку во всем этом деле он чувствует, Антонио оставляет Ракель у себя дома, а вскоре влюбляется в неё по-настоящему.
Ракель отвечает взаимностью, но их семейному счастью мешают интриги, которые устраивают то Макс, то иные члены семьи. Ведь у Антонио до свадьбы была постоянная подруга — девушка из состоятельной семьи по имени Маура, которая давно мечтала стать сеньорой Ломбардо. Маура — близкая приятельница родной сестры Антонио Камиллы, которой не очень нравится Ракель и её простоватые родственники. Муж Камиллы Клаудио дружит с Антонио и видит в его новоявленной жене расчётливую выскочку.
Единственный человек, который благожелательно настроен к Ракель — родная мать Макса и мачеха Антонио, сеньора Виктория. Женщина простого происхождения, но добрая и тактичная, она понимает все сложности, с которыми сталкивается Ракель, а кроме того, Виктория, сумевшая наладить хорошие отношения с Антонио и благодарная ему за сохранение своего положения, видит, что её пасынок впервые влюблен, и желает счастья Антонио и Ракель. Однако когда Ракель становится угрозой для благополучия Макса, в чью виновность Виктория не хочет верить, вдова Ломбардо так же предпочитает защищать родного сына и обвинять Ракель.
Обстоятельства и козни антагонистов складываются так, что у Антонио сохраняются сомнения в честности и искренности Ракель: она явно что-то недоговаривает или скрывает от своего мужа.
Ракель же разрывается между любовью к Антонио, желанием рассказать правду и необходимостью молчать о роли Макса в завязке всей этой истории. Тем более, что Макс сумел получить власть над отцом и сестрой Ракель, чтобы манипулировать ей.
При этом Макс не сдаётся, предпринимая ещё одну попытку убить своего приёмного брата и скомпрометировать Ракель, в отместку за то, что она выбрала Антонио.
Антонио удаётся избежать смерти второй раз, но он надолго оказывается разлучённым с женой: ему придётся пережить покушение, чрезвычайно рискованное путешествие, ранение, болезнь…
Вернувшись в Акапулько, Антонио узнает, что Макс сумел взять все дела в свои руки, а Ракель родила дочь.
В перестрелке Антонио убивает Макса. При этом вина и роль Макса в злоключениях Антонио очевидна всем, даже его родной матери. Сняты все подозрения с Ракель. Но она, измучившись, решает, что смерть Макса, постоянно твердившего, что пошел на преступление не из-за зависти к Антонио и жажды денег, а из-за любви к Ракель, всегда будет стоять между ней и её мужем. Забрав дочь, Ракель с отцом и сестрой возвращается в свой родной город Гвадалахару.
Виктория выступает вестником примирения, просит Ракель не винить себя в смерти Макса, который сам привёл себя к страшному концу, просит дать Антонио и их дочери шанс обрести счастье всем вместе. Ракель воссоединяется с мужем.

## В главных ролях
| Актёр (актриса)  | Актёр (актриса) дубляжа (Студия СВ-Дубль) | Роль                         | Характер персонажа                                                                                         |
| ---------------- | ----------------------------------------- | ---------------------------- | --- |
| Лусия Мендес     | Ольга Гаспарова                           | Ракель Саманьего             | супруга Антонио Ломбардо                                                                                   |
| Андрес Гарсия    | Виктор Бохон                              | Антонио Ломбардо             | супруг Ракель Саманьего                                                                                    |
| Сальвадор Пинеда | Игорь Тарадайкин                          | Максимилиано «Макс» Альбенис | сводный брат Антонио Ломбардо, главный злодей, убит своим братом Антонио Ломбардо в результате перестрелки |

## В остальных ролях и эпизодах
| Актёр (актриса)       | Актёр (актриса) дубляжа (Студия СВ-Дубль) | Роль                              | Характер персонажа                                                                  |
| --------------------- | ----------------------------------------- | --------------------------------- | ----------------------------------------------------------------------------------- |
| Магда Гусман          | Светлана. Старикова                       | Виктория Муран де Ломбардо        | мать Макса                                                                          |
| Лилиана Абуд          |                                           | Камила Ломбардо де Шульц          | сестра Антонио и супруга Клаудио                                                    |
| Арсенио Кампос        |                                           | Клаудио Шульц                     | супруг Камилы                                                                       |
| Мигель Мансано        |                                           | Даниэль Саманьего                 | отец Марты и Ракель                                                                 |
| Лус Мария Херес       |                                           | Марта Саманьего                   | сестра Ракель                                                                       |
| Хульета Эгуррола      |                                           | Мерседес «Мече» Фернандес Камеско | подруга Хесуса "Чучо" Акуньи. Спасла жизнь Антонио после авиакатастрофы             |
| Роберто Антунес       |                                           | Хесус «Чучо» Акунья               | друг Мерседес и слуга дома семьи Ломбардо. Спас жизнь Антонио после аваиакатастрофы |
| Антонио Валенсия      |                                           | Родриго Торнелли                  | человек Макса, криминальный авторитет, совершил убийство Гато по кличке «Кот»       |
| Тони Браво            |                                           | Луис Трехо                        | человек Макса, криминальный авторитет                                               |
| Гастон Тусет          | Александр. Воеводин                       | Андрес Бернард                    | бизнесмен из Майами, друг Антонио                                                   |
| Урсула Пратс          |                                           | Маура Франко                      | бывшая невеста Антонио Ломбардо                                                     |
| Абрам Мендес          |                                           | Габриэль Фернандес-Камеско        | брат Мерседес                                                                       |
| Гильермо Сарур        |                                           | Рамон                             | старший слуга семьи Ломбардо                                                        |
| Мигель Анхель Негрете |                                           | Пабло Мартинес                    | друг и помощник Антонио Ломбардо                                                    |
| Фабио Рамирес         |                                           | Оскар Пласенсио                   | доктор, близкий друг семьи Ломбардо                                                 |
| Мария Марсела         |                                           | Карла Франко                      | сестра Мауры                                                                        |
| Хакаранда Альфаро     |                                           | Памела Мартинес                   | сестра Пабло                                                                        |
| Фернандо Саэнс        |                                           | Гато по кличке «Кот»              | бандит. человек Родриго Торнелли, был убит им же (Родриго Торнелли)                 |
| Паола Морелли         |                                           | Алехандра Монтеро                 | крестница Андреса                                                                   |
| Луис Хавьер           |                                           | Умберто Пласенсио                 | сын Оскара                                                                          |
| Ребекка Силва         |                                           | Хулия                             | подруга Мерседес                                                                    |
| Алехандро Руис        |                                           | Фелипе Акунья                     | племянник Чучо, спас жизнь Антонио Ломбардо после авиакатастрофы                    |
| Игнасио Рубиэль       |                                           | Эсекьель                          | слуга семьи Ломбардо                                                                |
| Сесилия Габриэла      |                                           | Мария Хосе                        |                                                                                     |

## Творческая группа

### Создатели сериала
- Либретто, сценарий — Мария Сараттини
- режиссёр-постановщик — Хосе Рендон
- оператор-постановщик — Карлос Санчес Суньига
- художник-постановщик — Хуэлья Лаунай
- композитор — Онорио Хереро, : вокал — Лусия Мендес
- продюсер — Эрнесто Алонсо

## Перевод сериала нарусский язык
Изначально все персонажи — как мужские, так и женские — были озвучены переводчиком сериала Никитой Винокуровым. Сериал повторялся в 1993 году на «Пятом канале петербургского телевидения» и в 1997 году на канале Телеэкспо, а впоследствии был переозвучен в 2000 году студией «СВ-Дубль» по заказу канала ТВ-6 уже с участием актёров дубляжа Ольги Гаспаровой, Ольги Сириной, Светланы Стариковой, Игорем Тарадайкиным и Виктором Бохоном, где и был показан ещё раз, но всё равно озвучивание сериала на русский язык в исполнении Никиты Винокурова не только считается оригинальным (изначальным), но и признаваемым подавляющим большинством зрителей.

## Награды и премии

### TVyNovelas(1986)
Сериал «Никто, кроме тебя» был номинирован на 11 номинаций, из них победу одержали 3 номинации:
- Лучшая теленовелла — Эрнесто Алонсо — номинация.
- Лучшая актриса — Лусия Мендес — номинация.
- Лучший актёр — Андрес Гарсия — номинация.
- Лучшая злодейка — Урсула Пратс — номинация.
- Лучший злодей — Сальвадор Пинеда — номинация.
- Лучшая заслуженная актриса — Магда Гусман — ПОБЕДА.
- Лучшая женская роль — Лус Мария Херес — ПОБЕДА; Лилиана Абуд — номинация.
- Лучшее мужское откровение — Луис Ксавьер — номинация.
- Лучшая режиссура — Хосе Рендон — ПОБЕДА.
- Лучший сценарий — Мария Сараттини Дан — номинация.
- Лучшая дебютантка — Паола Морелли — номинация.

## Песни
- Corazón de piedra (в заставках): буквальный перевод «Каменное сердце», «Сердце из камня» (примечательно, что в итальянском переводе этим словосочетанием назван весь сериал: Cuore di pietra)
- Don corazón (в заставках): в переводе «Дон Сердце», то есть господин Сердце.
- El amor sin ti no vale nada: в переводе «Любовь без тебя ничего не значит» (в заключительной серии телесериала только второй куплет повторяется два раза с припевом; музыка из этой песни периодически проигрывалась в качестве фоновой мелодии на всём протяжении телесериала)